# Exo's Showtime
Exo's Showtime (кор. EXO의 쇼타임; укр. Час Ексо) — південнокорейський документальний серіал, головну роль у якому зіграв хлопчачий гурт Exo. Цей серіал став першим сезоном південнокорейського реаліті-шоу Showtime.
Exo's Showtime — реаліті-шоу, що дозволяє фанатам зазирнути за лаштунки життя гурту на сцені та побачити, як вони діють у повсякденному житті.

## Епізоди
| Еп. | Опис | Примітки                     | Дата випуску      |
| --- | --- | ---------------------------- | ----------------- |
| 1   | Знайомство з новим шоу та учасниками; обговорення зовнішнього вигляду, особистостей тощо. Також вони займаються різними видами діяльності, такими як конкурс з поїдання курки та створення нового слогану. | Перший епізод.               | 28 листопада 2013 |
| 2   | Кріс, Тао, Бекхьон, Чаньйоль та Сехун йдуть на шопінг й куштують різну корейську традиційну їжу. Сюмін, Лей, Чен та Лухан катаються на велосипедах та їдять вуличну їжу. У той час як ДіО наодинці йде дивитися кіно. Кай та Сухо гуляють з собаками Кая. | Перерва.                     | 5 грудня 2013     |
| 3   | Гурт планує вечірку-сюрприз до дня народження Чаньйоля, заставляючи його піти на шопінг під виглядом «купити подарунки на кінець року». Зрештою, Чаньйоль купує «подарунок на кінець року» для Кая. Після того, як усі подарунки відкрили, гурт святкує вечірку-сюрприз у власному бутику «BWCW» або «Boy Who Cried Wolf». | День народження Чанйоля.     | 12 грудня 2013    |
| 4   | Учасники групи обмінюються подарунками на Різдво та беруть участь у змаганнях з армреслінгу. Гурт також дивиться «Miracle in Cell no. 7», щоб визначити, хто з них плаче найбільше. | Святкування Різдва.          | 19 грудня 2013    |
| 5   | Гурт вирушає на пляж та грають в декілька ігор, щоб з'ясувати, хто піде в воду. | Exo проводять день на пляжі. | 26 грудня 2013    |
| 6   | Друга частина їхнього відпочинку на пляжі. Лухан, Чаньйол та Сухо пішли за продуктами, а решта учасників приготували їжу. Бекхьон та ДіО провели шоу, взявши інтерв'ю у деяких учасників. | Відпустка.                   | 2 січня 2014      |
| 7   | Бекхьон та ДіО беруть на себе роль гіда, та відводять чотирьох учасників з Китаю, на прогулянку по Сеулу. | Дослідження Сеулу.           | 9 січня 2014      |
| 8   | За вечерею учасники обговорюють цілі, які вони поставили перед собою на новий 2014 рік. Згодом деякі з них розділилися на групи, щоб зайнятися їхніми цілями. Сюмін та Чен взяли урок готування кави; Кай та Сехун вчилися проводити чайну церемонію; Чаньйоль, Сухо, Кріс й Тао вивчають бойові мистецтва. | Святкування Нового року.     | 16 січня 2014     |
| 9   | Кай та Сехун пропрацьовують танцювальні рухи; Чаньйоль та Лей виконали пісню Showtime; Сухо, Чен, Бекхьон, Лухан та Д. О. визначають, хто з них найкращий у виконанні високих й низьких нот, а також взяли участь у реп-батлі один проти одного, а суддями були Тао, Кріс та Сюмін. Також, для свого майбутнього виступу у Тайвані, вони практикують танці Wolf та Growl. | Exo у тренувальній кімнаті.  | 23 січня 2014     |
| 10  | Учасники йдуть в боулінг та досліджують дім жахів. | Н/Д                          | 30 січня 2014     |
| 11  | Гурт розділили, й кожен учасник окремо замкнувся у власній кімнаті. За допомогою текстових повідомлень, що надіслали на їхні телефони, вони отримали завдання, які мають зробити самостійно, наприклад, назвати пісню, яка репрезентує Exo, або здогадатись, що ДіО хоче на день народження. Мета — перевірити «телепатичні здібності» гурту, тому всі повинні дати однакову відповідь. Як тільки всі дадуть правильну відповідь, гра вважається виграною, й вони можуть вийти з кімнат. | День народження ДіО.         | 6 лютого 2014     |
| 12  | Флешбеки з попередніх серій та змагання з армреслінгу. Група також розповідає про свої досягнення впродовж серіалу. | Останній епізод.             | 13 лютого 2014    |